# Glenognatha heleios
Glenognatha heleios är en spindelart som beskrevs av Gustavo Hormiga 1990. Glenognatha heleios ingår i släktet Glenognatha och familjen käkspindlar. Inga underarter finns listade i Catalogue of Life.